# Trumon Timur
Trumon Timur (indonez. Kecamatan Trumon Timur) – kecamatan w kabupatenie Aceh Selatan w okręgu specjalnym Aceh w Indonezji.
Kecamatan ten znajduje się w północnej części Sumatry. Od północy graniczy z kabupatenem Aceh Tenggara, od północnego wschodu, wschodu i południa z kabupatenem Kota Subulussalam, a od zachodu z kecamatanem Trumon. Przebiega przez niego droga Jalan Tapaktuan-Subulussalam.
W 2010 roku kecamatan ten zamieszkiwało 10 340 osób, z których wszystkie stanowiły ludność wiejską. Mężczyzn było 5218, a kobiet 5122. 10 276 osób wyznawało islam.
Znajdują się tutaj miejscowości: Alur Bujok, Jambo Dalem, Kapai Seusak, Krueng Luas, Pinto Rimba, Seuneubok Puntho, Seuneubok Pusaka, Titi Poben.